# Team Volley Imola 2000-2001
Questa voce raccoglie le informazioni riguardanti il Team Volley Imola nelle competizioni ufficiali della stagione 2000-2001.

## Organigramma societario
Area tecnica
- Allenatore: Claudio Casadio
- Allenatore in seconda: François Salvagni

Area sanitaria
- Medico: Maurizio Venieri
- Fisioterapista: Romeo Magnani

## Rosa
| N° | Nome                 | Ruolo | Data di nascita | Nazionalità sportiva |
| -- | -------------------- | ----- | --------------- | -------------------- |
| 1  | Tatjana Sidorenko    | S     | 4 luglio 1966   | Croazia              |
| 2  | Emanuela Pernici     | L     | 12 marzo 1976   | Italia               |
| 3  | Manuela Poser        | C     | 29 ottobre 1973 | Italia               |
| 4  | Benishe Dillard      | S     | -               | Stati Uniti          |
| 5  | Stefania Paccagnella | C     | 3 agosto 1973   | Italia               |
| 6  | Alessandra Pinese    | P     | 24 luglio 1975  | Italia               |
| 7  | Lara Seragiotto      | P     | 21 agosto 1975  | Italia               |
| 9  | Ingrid De Grandis    | S     | 7 agosto 1976   | Italia               |
| 10 | Francien Huurman     | C     | 18 aprile 1975  | Paesi Bassi          |
| 12 | Slavka Homzová       | S     | 6 maggio 1978   | Slovacchia           |
| 14 | Alessia Conti        | S     | 31 gennaio 1976 | Italia               |